# Ellen Hutchins
Ellen Hutchins (* 17. März 1785 in Ballylickey House, Bantry Bay, County Cork; † 9. Februar 1815 in Ardnagashel House, Bantry Bay, County Cork) war eine irische Botanikerin. Sie identifizierte Hunderte neue Pflanzenarten und wurde durch ihre botanischen Illustrationen in zeitgenössischen Publikationen bekannt. Mehrere Pflanzen wurden nach ihr benannt. Sie gilt als die erste Botanikerin Irlands.

## Biographie
Ellen Hutchins wuchs in Ballylickey im äußersten Südwesten Irlands auf, wo ihre Familie an der Bantry Bay in dem Anwesen Ballylickey House lebte. Sie war das zweitjüngste von insgesamt 21 Geschwistern, von denen nur sechs – zwei Töchter und vier Söhne – das Säuglingsalter überlebten; die weitere überlebende Schwester Catherine starb 1789 im Alter von 24 Jahren.
Ihr Vater Thomas Hutchins (1735–1787), aus dem Bantry Bay-Zweig der Familie und Pächter auf dem Landbesitz von Lord Kenmare, war mit seiner Cousine Elinor aus dem Thomastown-Zweig der Hutchins verheiratet (1759). Sie war das einzige überlebende Kind von Arthur Hutchins gewesen, der größeren Landbesitz an der County-Grenze von Cork und Limerick zwischen Mitchelstown, Thomastown und nahe Charleville besaß und wohl auch Besitzer des abgegangenen Cregane Castle nördlich Charleville waren.
Der Vater Thomas Hutchins (1735–1787) starb, als Ellen zwei Jahre alt war. Er war ein erfolgreicher Schmuggler von französischem Wein und Fischerei-Unternehmer gewesen, so dass er seine Witwe Elinor und die Kinder in guten finanziellen Verhältnissen hinterließ. Ellen Hutchins wurde auf eine Schule in der Nähe von Dublin geschickt, wo sie wegen Unterernährung erkrankte (gesunder Appetit wurde damals als undamenhaft angesehen). Ein Freund der Familie, Whitley Stokes (1763–1845), Physik-Professor an der Universität von Dublin, und seine Frau nahmen Hutchins in ihrem Haus in Dublin auf, um sie zu umsorgen. Während dieses Aufenthaltes empfahl Stokes, ein begeisterter Hobbybotaniker, Ellen Hutchins, sich ebenfalls mit Botanik zu beschäftigen, weil dies ein „gesundes Hobby“ sei. Nach ihrer Genesung kehrte Hutchins in ihr abgelegenes Elternhaus zurück, um sich um ihre kränkliche Mutter, ihre bettlägerige Großtante Isabella und ihren behinderten Bruder Thomas zu kümmern. Dort legte sie einen Garten an, der bis in unsere Zeit als Miss Ellen’s Garden bekannt ist.
Später verschlechterte sich die Gesundheit von Ellen Hutchins selbst erneut, und im Jahre 1812 erkrankte sie schwer. 1813 zog sie mit ihrer Mutter nach Bandon, nachdem ihr ältester Bruder Emanuel die beiden kränklichen Frauen gezwungen hatte, Ballylickey House zu verlassen. Nach dem Tod der Mutter im Jahr darauf zog sie nach Ardnagashel House nahe Ballylickey, wo sie von ihrem Bruder Arthur (1770–1838), der dort ein Arboretum angelegt hatte, und dessen Frau Matilda gepflegt wurde. Sie starb am 9. Februar 1815 im Alter von 29 Jahren, vermutlich an Tuberkulose, und wurde auf dem Garryvurcha-Friedhof von Bantry beerdigt. Ihr Bruder Thomas starb kurz darauf. Nach dem Tod von Ellen Hutchins kulminierten die familiären Streitigkeiten in einer bewaffneten Auseinandersetzung zwischen zwei ihrer Brüder; einer von beiden versuchte, Ballylickey House mit 40 bewaffneten Männern zu stürmen.
Ihr Grab blieb namenlos. Im Jahre 2002 ließ die Familie Hutchins eine Gedenktafel auf ihrem privaten Friedhof errichten. Ein öffentliches Denkmal wurde anlässlich ihres 200. Todestages 2015 auf dem alten Friedhof von Bantry vom National Committee for Commemorative Plaques in Science and Technology eingeweiht.

## Botanische Sammlung

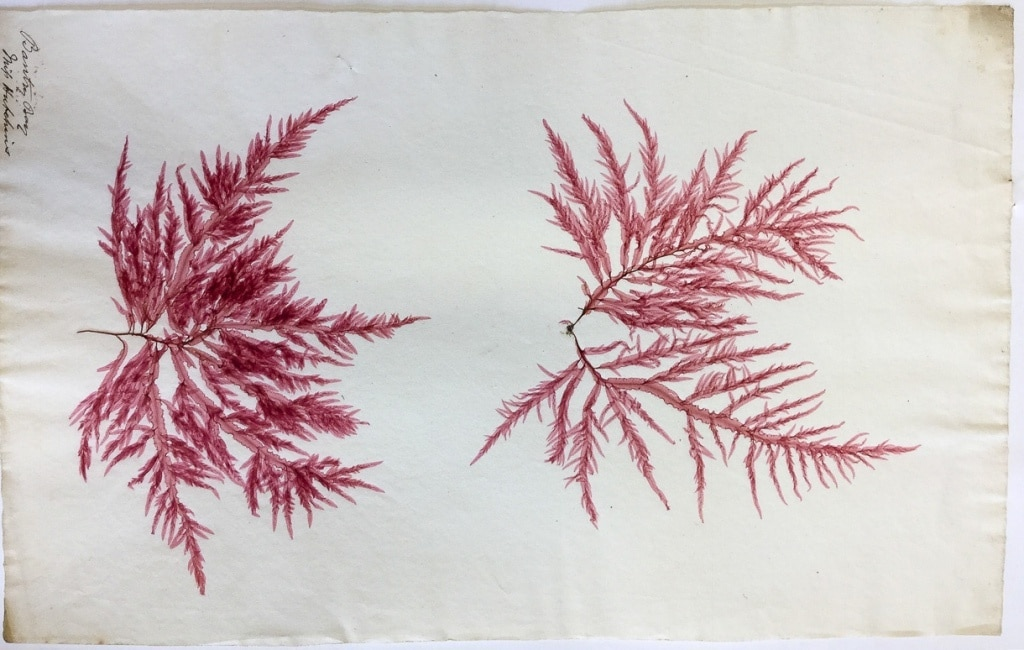
Meeresalgen aus der Sammlung von Ellen Hutchins

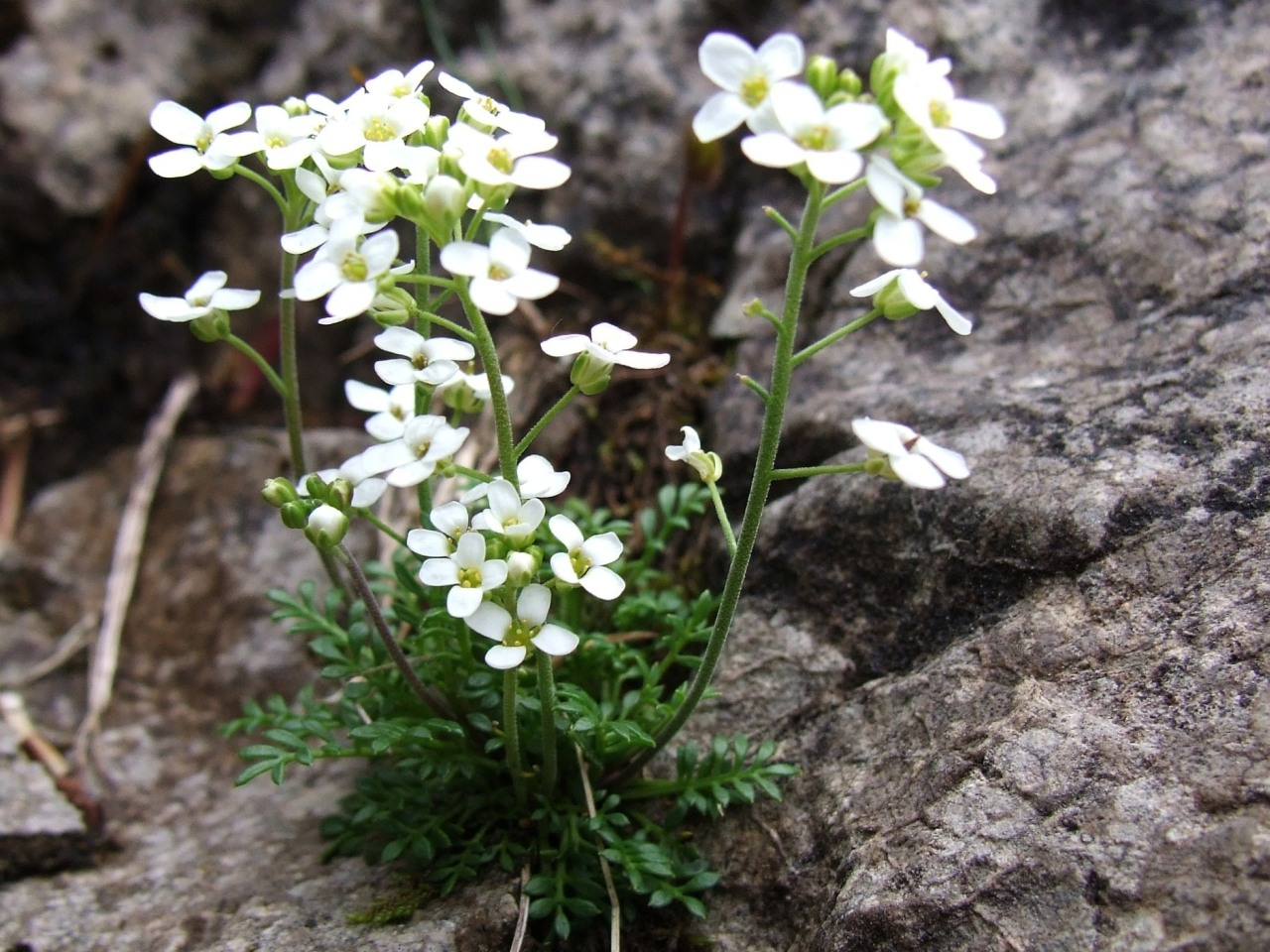
Hutchinsia alpina – Gämskresse

Ellen Hutchins, die die Schule nicht beendet und keine Universität besucht hatte, spezialisierte sich in ihrer Forschung auf Kryptogame. Vorrangig sammelte sie Pflanzen in der Umgebung von Bantry und im County Cork. Häufig war sie mit einem kleinen Boot unterwegs, das jemand für sie ruderte. Sie erwies sich als Talent für Pflanzenbestimmung und lernte schnell dazu; sie malte detaillierte Aquarelle von den Pflanzen und präparierte ihre Funde sorgfältig. Diese übersandte sie an Stokes, der sie an andere Botaniker weiterleitete. Durch Stokes lernte sie James Townsend Mackay kennen, einen Kurator des Botanischen Gartens des Trinity Colleges in Dublin. Dieser unterstützte sie bei der Klassifikation der gesammelten Pflanzen, und sie schrieb Beiträge für seine Publikation Flora Hibernica. 1807 übersandte Mackay ihre Proben dem Botaniker Dawson Turner in Great Yarmouth für dessen Publikation Fuci. Turners Dankesbrief an Ellen Hutchins war der Beginn einer sieben Jahre langen Korrespondenz mit dem Austausch von Präparaten und Zeichnungen. Eine Auswahl dieser Briefe wurde 1999 von den National Botanic Gardens of Ireland in Dublin publiziert. In dieser Veröffentlichung findet sich eine Liste von nahezu 1100 Pflanzen, die Hutchins zwischen 1809 und 1812 auf Wunsch von Dawson Turner präpariert hatte.
Ellen Hutchins dokumentierte insgesamt 400 Arten von Gefäßpflanzen, rund 200 Arten Algen, 200 Moose und 200 Flechten. Sie entdeckte mehrere bis dahin unbekannte Arten, darunter Jubula hutchinsiae, Herberta hutchinsiae, Leiocolea bantriensis und Thelotrema isidiodes. Aufgrund ihrer Listen und Aufzeichnungen kann der Rückgang von Arten in Südirland durch landwirtschaftliche Methoden und die biologische Invasion von Pflanzen aus anderen Teilen der Welt nachvollzogen werden.
Die Arbeiten von Ellen Hutchins wurden in zahlreichen Publikationen veröffentlicht, allerdings nie unter ihrem Namen. Nur zögerlich war sie einverstanden, dass Pflanzen nach ihr benannt wurden. Nach einem Besuch bei Hutchins im Jahre 1809 bescheinigten ihr die renommierten Wissenschaftler Lewis Weston Dillwyn und Joseph Woods, sie sei der „nahezu beste Botaniker, ob männlich oder weiblich, den wir jemals kennengelernt haben“. Nach ihrem Tod wurde ihre wissenschaftliche Leistung von männlichen Kollegen öffentlich anerkannt. So schrieb Dawson Turner, dass die Botanik eine „Verehrerin“ verloren habe, die ebenso scharfsinnig wie unermüdlich und erfolgreich gewesen sei. Obwohl er Hutchins nie persönlich getroffen hatte, fühlte er sich ihr nach jahrelanger Korrespondenz nicht nur fachlich, sondern auch menschlich tief verbunden und widmete ihr in einer seiner Publikationen das Gedicht zum Anlass des Todes einer zärtlich geliebten Schwester von James Hurdis. William Henry Harvey würdigte 1847 ihre Verdienste in seinem Buch Phycologia Britannica: Botaniker aus aller Welt würden sich dankbar an den Namen von Ellen Hutchins erinnern.

## Nachlass und Erinnerung
Die Pflanzensammlungen von Ellen Hutchins, ihre Zeichnungen und Dokumente befinden sich in mehreren Museen in Großbritannien, in Irland und in den USA. Ihre eigene Sammlung von Pflanzenpräparaten hinterließ sie Dawson Turner, und sie befindet sich heute größtenteils im Natural History Museum in London. Ihre Schwester Matilda übergab Turner zudem die Zeichnungen von Ellen Hutchins; über 200 von ihnen befinden sich im Archiv der Botanischen Gärten in Kew. Weitere von ihr erstellte Präparate, die sie anderen Botanikern übersandt hatte, sind im Dubliner Trinity College, in der Sammlung der Linnean Society of London in London (Smith collection) und im New York Botanical Garden archiviert. Die Korrespondenz zwischen ihr und Dawson Turner wird ebenfalls in Archiven verwahrt.
2015 wurde in Bantry erstmals das Ellen Hutchins Festival ausgerichtet, das seitdem jährlich stattfindet. Das Festival ist zur Ehrung ihres Lebens und Schaffens gedacht und soll die Artenvielfalt und Schönheit von Bantry Bay in den Mittelpunkt stellen. Das Programm umfasst Workshops, Ausstellungen zur Botanik und dem Schaffen Ellens wie auch geführte Wanderungen, Vorträge, Bootsfahrten und anderen Veranstaltungen im Zusammenhang mit der Landschaft um die Bantry Bay. Es wurde unter anderen von ihrer Ur-Ur-Großnichte Madeline Hutchins initiiert und 2016 mit dem Heritage Council’s Hidden Heritage Award ausgezeichnet. Zudem wurde ein Ellen Hutchins Heritage Trail an der Bantry Bay eingerichtet, an der Hutchins botanisierte.